# Andreas Deja
Andreas Deja (Danzica, 1º aprile 1957) è un animatore polacco naturalizzato statunitense, noto per il suo lavoro presso la Walt Disney Animation Studios.
È stato supervisore all'animazione di personaggi come Roger Rabbit in Chi ha incastrato Roger Rabbit, Gaston ne La bella e la bestia, Scar ne Il re leone ed Ercole in Hercules. Nel 2006 ha ricevuto il Winsor McCay Award.

## Biografia
Deja si trasferì con la famiglia a Dinslaken nel 1958. A undici anni vide il Classico Disney Il libro della giungla, e decise di diventare un animatore. Dopo essersi diplomato al Theodor-Heuss Gymnasium, studiò graphic design presso la Folkwang Universität di Essen.
Fu assunto dalla Walt Disney Productions nel 1980 dopo una corrispondenza con Eric Larson. Il primo film a cui lavorò fu Taron e la pentola magica, e a quel tempo divideva un cubicolo con Tim Burton.
Nel corso della sua carriera presso la Disney, Deja è stato il supervisore all'animazione di numerosi personaggi celebri, sia buoni che cattivi. Tra gli altri si ricordano Roger Rabbit in Chi ha incastrato Roger Rabbit, Re Tritone ne La sirenetta, Gaston ne La bella e la bestia, Scar ne Il re leone, Ercole in Hercules, Lilo Pelekai in Lilo & Stitch e la regina Narissa in Come d'incanto. Tra il 1990 e il 1999 è stato inoltre il responsabile dell'animazione di Topolino nelle produzioni dello studio.
Agli Annie Awards del 2006 fu insignito del Winsor McCay Award per il suo contributo all'arte dell'animazione. Nel 2011, dopo aver lavorato al film Winnie the Pooh - Nuove avventure nel Bosco dei 100 Acri come supervisore all'animazione di Tigro, ha lasciato la Disney e ha fondato il blog Deja View dove mostra la sua collezione di lavori degli animatori Disney che l'hanno preceduto. Nel 2015 ha ricevuto il premio Disney Legends, mentre nel 2016 ha pubblicato un libro sui Nine Old Men. Nel 2023 è stato proiettato al Walt Disney Family Museum, nell'ambito del San Francisco International Film Festival, il cortometraggio Mushka, di cui Deja è regista, co-sceneggiatore, co-produttore e supervisore all'animazione.

## Filmografia

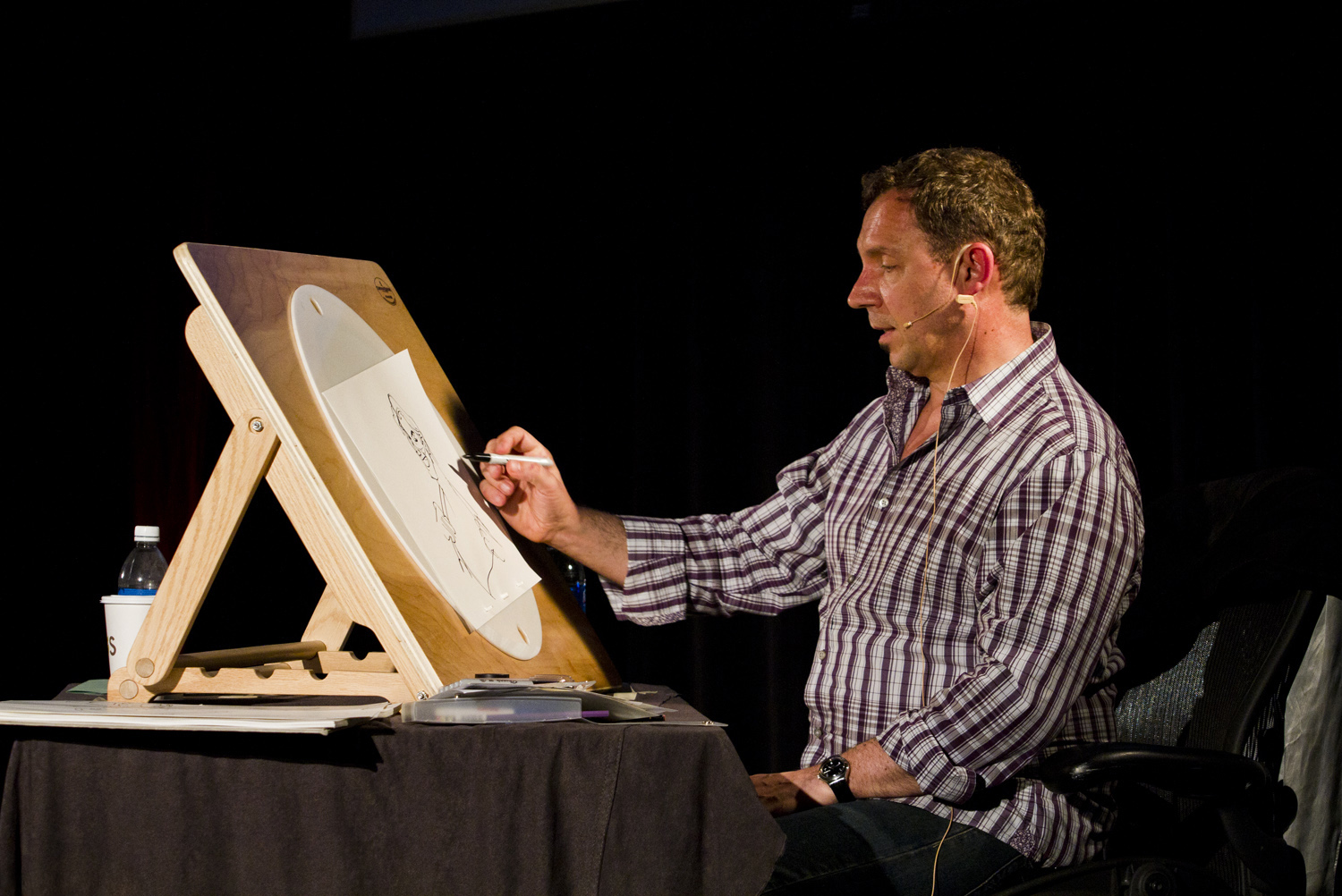
Deja durante una lezione nel 2012

- Taron e la pentola magica (The Black Cauldron), regia di Ted Berman e Richard Rich (1985)
- Basil l'investigatopo (The Great Mouse Detective), regia di John Musker, David Michener, Ron Clements e Burny Mattinson (1986)
- Chi ha incastrato Roger Rabbit (Who Framed Roger Rabbit), regia di Robert Zemeckis (1988)
- La sirenetta (The Little Mermaid), regia di John Musker e Ron Clements (1989)
- Il principe e il povero (The Prince and the Pauper), regia di George Scribner – cortometraggio (1990)
- La bella e la bestia (Beauty and the Beast), regia di Gary Trousdale e Kirk Wise (1991)
- Aladdin, regia di John Musker e Ron Clements (1992)
- Il re leone (The Lion King), regia di Roger Allers e Rob Minkoff (1994)
- Topolino e il cervello in fuga (Runaway Brain), regia di Chris Bailey – cortometraggio (1995)
- Hercules, regia di John Musker e Ron Clements (1997)
- Fantasia 2000, regia di AA. VV. (1999)
- Lilo & Stitch, regia di Dean DeBlois e Chris Sanders (2002)
- Mucche alla riscossa (Home on the Range), regia di Will Finn e John Sanford (2004)
- Pippo e l'home theater (How to Hook Up Your Home Theater), regia di Kevin Deters e Stevie Wermers – cortometraggio (2007)
- Come d'incanto (Enchanted), regia di Kevin Lima (2007)
- La principessa e il ranocchio (Princess and the Frog), regia di John Musker e Ron Clements (2009)
- La ballata di Nessie (The Ballad of Nessie), regia di Kevin Deters e Stevie Wermers – cortometraggio (2011)
- Winnie the Pooh - Nuove avventure nel Bosco dei 100 Acri (Winnie the Pooh), regia di Stephen J. Anderson e Don Hall (2011)
- Mushka, regia di Andreas Deja – cortometraggio (2023)